# Fragmentum Uffenbachianum
Fragmentum Uffenbachianum lub Codex Ruber (Gregory-Aland no. 0121b) α 1031 (Soden) – fragment greckiego kodeksu uncjalnego Nowego Testamentu na pergaminie, paleograficznie datowany na X wiek. Rękopis przechowywany jest w bibliotece Uniwersytetu w Hamburgu (Cod. 50) w Hamburgu. Pisany jest czerwonym atramentem. Cytowany jest we współczesnych krytycznych wydaniach Greckiego Nowego Testamentu. 

## Opis
Do dziś zachowały się dwie karty kodeksu (32,5 na 24 cm)  z tekstem Listu do Hebrajczyków (1,1-4,3; 12,20-13,25).
Tekst pisany jest w dwóch kolumnach na stronę, w 45 linijkach w kolumnie, pisany małą, elegancką semi-uncjałą, czerwonym atramentem, co jest rzadkością. Litery Beta oraz Tau są nienaturalnie wielkie w stosunku do pozostałych liter; stosowane są ligatury dla λλ oraz τω. 
We fragmencie naliczono trzy przypadki występowania błędu iota adscriptum, występuje też błąd N efelkystikon. Raz występuje znak zapytania (;), w Heb 3,7; ST-owe cytaty oznakowane zostały przy pomocy odwróconego comma (>). Akcenty i przydechy stosowane są poprawnie. 
Kształt liter kodeksu reprezentuje etap pośredni pomiędzy uncjałą a minuskułą, początkowo kodeks klasyfikowany był jako minuskuł. J.J. Wettstein umieścił go wśród minuskułów pod numerem 53 (w grupie rękopisów Listów Pawłowych). S.P. Tregelles argumentował, że kształt liter jest bliższy uncjale niż minuskule, F.H.A. Scrivener był zdania, że z wielkim trudem mogą zostać uznane za semi-uncjałę. K. Tischendorf uznał za uncjałę i wciągnął go na listę uncjalnych kodeksów (majuskułowych) i w taki sposób kodeks jest klasyfikowany po dziś dzień . Günther Zuntz ocenił, że jest to uncjała ponad wszelką wątpliwość, stosowana w wieku X i później, w notach marginalnych. 

## Tekst
Tekst kodeksu reprezentuje mieszaną tradycję tekstualną. Kurt Aland zaklasyfikował go do kategorii III.
Tekst jest pokrewny rodzinie tekstualnej związanej z minuskułem 1739. 
Opuszczony został cały wiersz Hbr 2,1. Wiesz ten został opuszczony również przez minuskuły 1739 oraz 1881. 
W Hebrajczyków 2,9 przekazuje wariant χωρὶς θεοῦ (bez Boga) zamiast χάριτι θεοῦ (przez łaskę Boga). Wariant jest wspierany przez 424c, 1739, Peszittę; ponadto wariant ten występuje w pismach Orygenesa, Teodora z Mopsuestii, Ambrożego z Mediolanu, Hieronima, Fulgencjusza, Teodoreta. 

## Historia

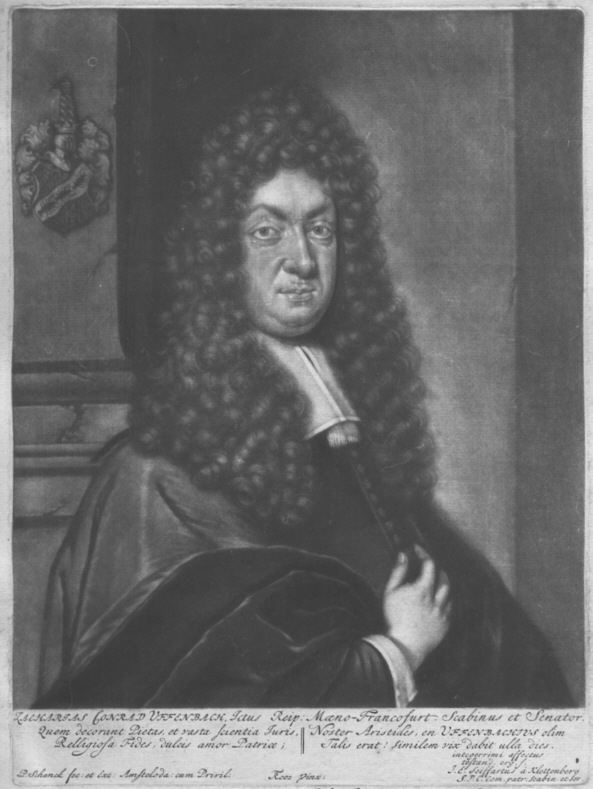
Zacharias Conrad von Uffenbach, jeden z właścicieli rękopisu

Datowanie kodeksu w oparciu o paleograficzne przesłanki nie jest łatwe. Griesbach datował kodeks na wiek X lub XI, Scrivener na X wiek, C. Gregory na IX wiek, Zuntz na XII wiek. Aland datował kodeks na X wiek. W ten sam sposób datuje go obecnie Instytut Badań Tekstu Nowego Testamentu . 
Rękopis niegdyś przechowywany był we Włoszech i należał do H. van der Merka. Następnie przywieziony został do Hagi. W 1712 nabył go Z. Uffenbach (stąd nazwa Fragmentum Uffenbachianum), a po jego śmierci J. Wolf. W 1739 roku przekazany został dla biblioteki publicznej w Hamburgu. 
Rękopis był badany i opisywany przez: Maiusa, J. Wettsteina, J. Griesbacha, oraz J. Bengela. Griesbach porównał go z fragmentem przechowywanym w Londynie (oznaczany jako 0121a) i uznał, że należały do tego samego rękopisu, ponieważ oba są pisane czerwonym atramentem, w dwóch kolumnach na stronę i podobną uncjałą. Tekst fragmentu wydał w roku 1800 H. Henke. Wydanie to nie spotkało się z uznaniem i dlatego Tregelles kolacjonował tekst rękopisu dwukrotnie. Konstantin von Tischendorf opublikował jego tekst w 1855 roku, a następnie w 1861, w którym to wydaniu poprawił 5 błędów z poprzedniego wydania. 
Tischendorf oznakował go przy pomocy siglum M. C. Gregory w 1908 roku dał mu siglum 0121. 
Fragment klasyfikowany był dawniej razem z kodeksem 0121a jako ten sam rękopis. J. Neville Birdsall, w 1960 roku wykazał, że oba fragmenty wyszły spod innej ręki i należały do odrębnych rękopisów. Odtąd klasyfikowany był pod siglum 0121b, aż do 26 wydania Nestle-Alanda. Niedługo potem odkryto kodeks 0243, z tekstem 1. Listu do Koryntian. Badania wykazały, że należał do tego samego rękopisu co 0121b . W 27 wydaniu Novum Testamentum Graece Nestle-Alanda (NA27) 0121b włączony został do kodeksu 0243, natomiast 0121a otrzymał siglum 0121. W 27 wydaniu zaliczony został do rękopisów cytowanych w pierwszej kolejności.